# أهداف سامية
يُشير مصطلح الأهداف السامية أو الأهداف العليا أو الأهداف النبيلة (بالإنجليزية: superordinate goals)‏ إلى الأهداف التي تتطلب تعاون بين اثنين أو أكثر من الأشخاص أو الجماعات لتحقيق هذه الأهداف، والتي عادة ما تتسبب في مكافآت للمجموعات المتعاونة. أجرى مظفر شريف (1954) دراسة في معسكر، شملت مجموعتان من الأولاد، واللتان كانتا معارضتان لبعضها البعض في حالة صفرية. وكانت لدى هذه الجماعات المتعارضة مشاعر سلبية قوية تجاه بعضها البعض، مما أدى إلى أعمال عدائية مثل «حروب القمامة».
ولم تكن التفاعلات البسيطة غير التنافسية بين المجموعات كافية لتغيير الحالة العدائية تجاه بعضهم البعض. وتمكن شريف من الجمع بين هاتين المجموعتين بنجاح من خلال استخدام الأهداف السامية، مثل حل مشاكل انهيار إمدادات المياه وانهيار شاحنة تسليم الأغذية. وكان التأثير التراكمي لهذه الحوادث هو تكوين صداقات بينهما. وفي اليوم الأخير، انتخبت كلتا المجموعتين للركوب تجاه المنزل معا في نفس الحافلة.